# Medaille „Partisan des Vaterländischen Krieges“

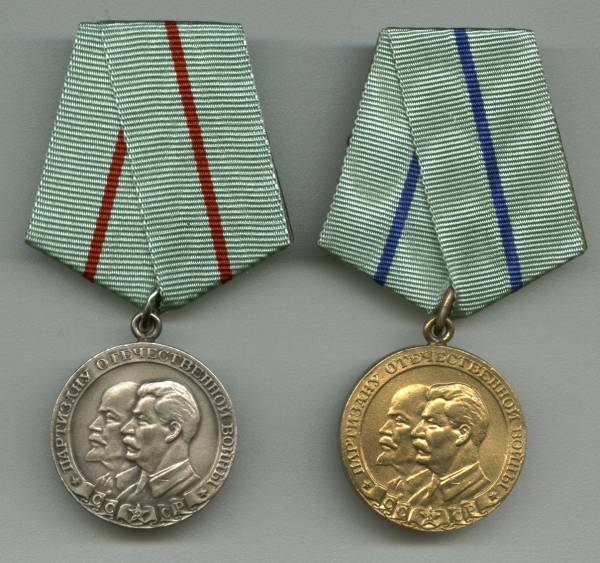
I. Klasse (links) und II. Klasse (rechts) der Medaille

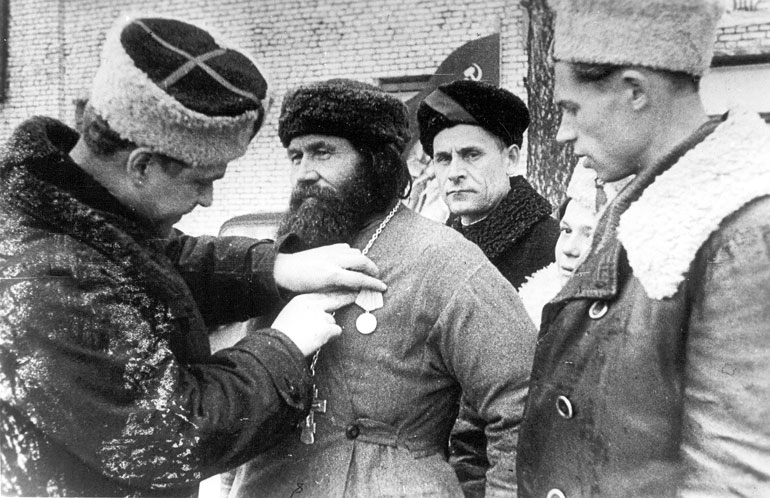
Verleihung der Medaille II. Klasse an einen Partisanen

Die Medaille „Partisan des Vaterländischen Krieges“ (russisch Медаль «Партизану Отечественной войны») war eine staatliche militärische Auszeichnung der UdSSR, die am 2. Februar 1943 in zwei Klassen einführt wurde. Von der I. Klasse in Silber wurde 56.883 Medaillen und von der II. Klasse in Messing 70.992 Medaillen verliehen.

## Verleihungsbedingungen
Die Medaille konnte an alle sowjetischen Partisanen im Großen Vaterländischen Krieg verliehen werden, ferner auch an Personen des Leitungskaders von Partisanenabteilungen und sonstige Organisatoren der Partisanenbewegung. Voraussetzung war der Einsatz als Partisan im Hinterland des Feindes sowie Mut, Kühnheit und Standhaftigkeit bei der Ausführung der Aufgaben. Die I. Klasse kam zur Verleihung, wenn sich der Beliehene besondere Verdienste bei der Organisation der Partisanenbewegung erworben hatte sowie für Tapferkeit, Heldenmut und hervorragende Erfolge im Partisanenkampf. Die II. Klasse der Medaille wurde als persönliche Auszeichnung im aktiven Kampf verliehen.

## Aussehen und Trageweise
Die Medaille mit 32 Millimeter Durchmesser ist in der I. Klasse versilbert und in der II. Klasse aus goldschimmerndem Messing gefertigt. Das Avers beider Medaillen zeigt auf dem Innenring mit 24 Millimeter Durchmesser die nach links blickenden Köpfe von Lenin (hinten) und Stalin (vorn). Um sie rankt sich ein wehendes Spruchband, dass an seiner unteren Seite in Falten gelegt ist und die Buchstaben CCCP trägt. Die Buchstabenkette ist dabei nach CC von einem roten Stern unterbrochen. Die Umschrift lautet: Партизану Отечественной войны (Dem Partisanen des Vaterländischen Krieges). Das Revers der Medaille zeigt unter dem Symbol von Hammer und Sichel die dreizeilige Inschrift: За нашу/советскую/родину (Für unsere sowjetische Heimat). Getragen wurde die Medaille an der linken oberen Brustseite, in der I. Klasse an einer hellgrünen pentagonalen Spange, in deren Mitte ein zwei Millimeter breiter senkrechter roter Mittelstreifen eingewebt ist. Das Band der II. Klasse ist identisch, hat jedoch einen blauen Mittelstreifen.